# آتش‌سوزی فورت مک‌موری ۲۰۱۶
آتش‌سوزی فورت مک‌موری ۲۰۱۶ (انگلیسی: 2016 Fort McMurray wildfire) در تاریخ ۱ مه ۲۰۱۶، در جنوب غربی منطقه خدمات شهری فورت مک موری و در جنگل‌های بوفالو استان آلبرتا کانادا آغاز شد. آتش‌سوزی در تاریخ ۳ مه گسترش پیدا کرد و بیش از ۱۶۰۰ خانه و ساختمان را ویران کرد و موجب بزرگترین تخلیه ساکنان در تاریخ آلبرتا شد. دمای ۳۲ درجه سانتی‌گراد، شرایط بسیار خشک، رطوبت نسبی کم و وزش بادهای شدید به رشد آتش کمک کرد.